# Waratah River
Der Waratah River ist ein Fluss im Nordwesten des australischen Bundesstaates Tasmanien.

## Geografie

### Flusslauf
Der etwas mehr als neun Kilometer lange Waratah River entspringt rund anderthalb Kilometer südöstlich der Kleinstadt Waratah im Waratah Reservoir und fließt in nordwestliche Richtung durch die Stadt, wo er die Mount Road unterquert. Ungefähr fünf Kilometer südöstlich des Savage-River-Nationalparks mündet er in den  Arthur River.

### Durchflossene Stauseen
Er durchfließt folgende Seen/Stauseen/Wasserlöcher:
- Waratah Reservoir – 611 m